# Orillia rectinervis
Orillia rectinervis là một loài ruồi trong họ Tachinidae.